# Halensee (stadsdel)
Halensee är en stadsdel i västra Berlin, tillhörande stadsdelsområdet Charlottenburg-Wilmersdorf. Stadsdelen har 12 837 invånare (2013) på en yta av 1,27 km², och är till ytan Berlins näst minsta administrativa Ortsteil.

## Geografi
Stadsdelen utgörs av kvarteren omkring den västra änden av Kurfürstendamm och avgränsas i väster av motorvägen A100 och Berlins ringbana, i norr Rönnestrasse, i öster Damaschkestrasse och Cicerostrasse samt i söder Hohenzollerndamm.
Området karaktäriseras av tät bebyggelse och närheten till järnvägen, som på två sidor avgränsar området. Stadsdelen har sitt namn efter sjön Halensee, som ligger i stadsdelen Grunewald strax väster om stadsdelen Halensees administrativa gräns.

## Historia

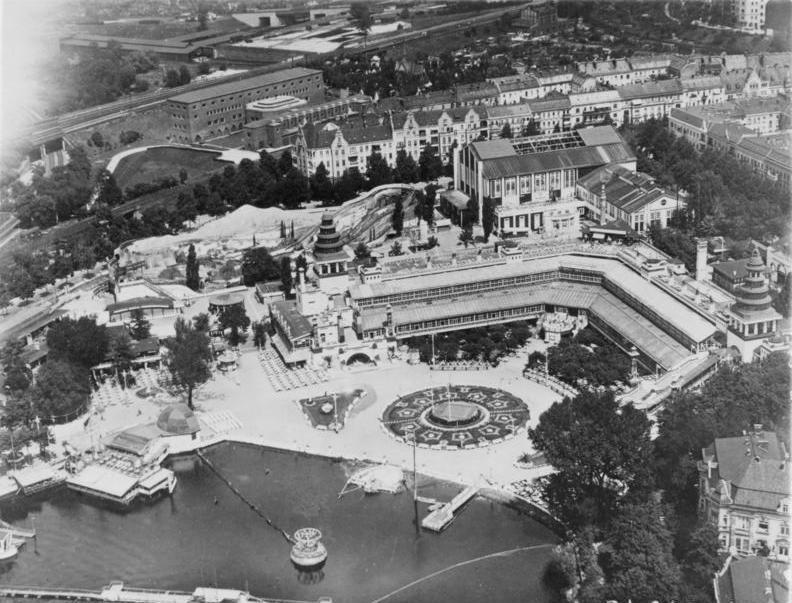
Lunapark, 1935

Järnvägsstationen Berlin-Grunewald öppnades 1880, den nuvarande stationen Berlin-Halensee. Området bebyggdes mellan slutet av 1800-talet och 1914, då som en del av staden Deutsch Wilmersdorf. 1920 införlivades stadsdelen i Stor-Berlin. Stadsdelen kom att befolkas av bland annat pensionerade militärer, tjänstemän och författare. Liksom i den närbelägna stadsdelen Charlottenburg kom många ryska invandrare att slå sig ned i stadsdelen under 1920-talet, bland annat den kände författaren Vladimir Nabokov. 1909-1933 låg nöjesparken Lunapark i stadsdelen, vid denna tid ett av Europas största nöjesfält. Den kom därefter att rivas på grund av vägbyggen och förberedelser för Berlin-OS 1936.
Stadsdelens bebyggelse skadades svårt under andra världskrigets bombningar och ruintomterna bebyggdes med moderna hyreshus som en del av Västberlins sociala bostadsbyggnadsprogram. Stadsbilden kom efter kriget att präglas av de modernistiska byggnaderna och läget i centrala Västberlin vid huvudgatan Kurfürstendamm.
Den 11 april 1968 utfördes ett attentat mot studentledaren Rudi Dutschke, som skadades svårt, vid huset Kurfürstendamm 141, i närheten av Sozialistischer Deutscher Studentenbunds lokaler. Dutschke avled till följd av sina skador 1979, och på platsen finns idag en minnestavla. 
Halensee avknoppades från stadsdelen Wilmersdorf 2004 och blev då administrativ Ortsteil i Berlin.

## Kända invånare
Bland personer som bott i stadsdelen märks:
- Albert Bassermann (1867-1952), skådespelare.
- Heinz Berggruen (1914-2007), konstsamlare.
- Friedrich Hollaender (1896-1976), kompositör.
- Else Lasker-Schüler (1869-1945), författare och konstnär.
- Daniel Libeskind (född 1946), arkitekt.
- Pierre Littbarski (född 1960), fotbollsspelare och tränare.
- Lothar de Maizière (född 1940), konservativ politiker och jurist, Östtysklands siste regeringschef 1990.
- Vladimir Nabokov (1899-1977), författare och litteraturvetare.
- Helmut Newton (1920-2004), fotograf.
- Ernst Reuter (1889-1953), sedermera Berlins regerande borgmästare.
- Alfred Wegener (1880-1930), meteorolog, geovetare och polarforskare, upptäckare av kontinentaldriften.
- Klaus Wowereit (född 1953), Berlins regerande borgmästare, bodde fram till 2010 i Halensee.